# 김지호 (배우)
김지호(金志祜, 1974년 7월 22일 ~ )는 대한민국의 배우이다.

## 학력
- 서울신구초등학교 (졸업)
- 신사중학교 (졸업)
- 현대고등학교 (졸업)
- 서울여자대학교 인문대학 영어영문학과 (졸업)

## 생애 및 연기 활동
- 1994년 가수 신승훈의 '그 후로 오랫동안' 뮤직비디오에 출연해 얼굴을 알리고 1년뒤인, 1995년 영화 《꼬리치는 남자》로 스크린에 데뷔했다.
- 1995년은 MBC 주말연속극 《아파트》로 드라마에 모습을 나타내면서 엄청난 인기를 끌기 시작하고 이듬해인 1996년 기아자동차, 아모레퍼시픽, LG전자, 롯데제과, 롯데백화점 등 무려 30편에 가까운 CF를 찍으며 CF의 여왕으로 자리잡았다.
- 이 시절 신드롬이라 불릴만한 인기를 얻다가 과도한 이미지소비로 급격한 하락세를 겪게 되었다.

- 이후 2001년 SBS 드라마 《로펌》 2002년 SBS 드라마 《유리구두》에 연이어 출연하고 3년 공백후 2005년 SBS 드라마 《돌아온 싱글》로 복귀했으나 흥행과는 인연이 닿지 않았다.
- 2007년 MBC 아침드라마 《그래도 좋아》에서 이효은 역으로 열연해 아침드라마로는 20%를 넘기는 대성공을 거두며 재기에 성공했다.
- 남편 김호진과의 첫 만남은 2000년에 방영된 MBC 주말연속극 《사랑은 아무나 하나》에서 이루어졌다.[1]

## 방송 활동

### 드라마
- 1994년 KBS 청춘드라마 《사랑의 인사》 ... 제갈종남 역
- 1995년 MBC 미니시리즈 《TV시티》 ... 홍혜준 역
- 1995년 MBC 주말연속극 《아파트》 ... 현아 역
- 1995년 MBC 일일시트콤 《두 아빠》
- 1996년 SBS 드라마스페셜 《8월의 신부》 ... 전생의 진경/현생의 가영 역
- 1997년 SBS 주말극장 《꿈의 궁전》 ... 정민 역
- 1997년 MBC 청춘시트콤 《남자 셋 여자 셋》
- 1998년 SBS 주말극장 《사랑해 사랑해》 ... 이주영 역
- 1999년 MBC 수목드라마 《눈물이 보일까봐》 ... 김영은 역
- 2000년 MBC 주말연속극 《사랑은 아무나 하나》 ... 서경주 역
- 2001년 SBS 드라마스페셜 《로펌》 ... 박정아 역
- 2002년 SBS 드라마스페셜 《정》 ... 미연 역
- 2002년 SBS 특별기획 《유리구두》 ... 김태희 역
- 2005년 SBS 드라마스페셜 《돌아온 싱글》 ... 정금주 역
- 2007년 MBC 아침드라마 《그래도 좋아!》 ... 이효은 역
- 2010년 SBS 아침연속극 《여자를 몰라》 ... 이민정 역
- 2014년 KBS2 주말연속극 《참 좋은 시절》 ... 강동옥 역
- 2015년 SBS 일일드라마 《달려라 장미》 ... 안세영 기자 역 (특별출연)
- 2015년 MBC 특별기획 주말드라마 《내 딸, 금사월》 ... 김지영 역 (특별출연)
- 2016년 MBC 주말연속극 《가화만사성》 ... 한미순 역

### 영화
- 1995년 《꼬리치는 남자》 ... 영은 역
- 1997년 《인연》 ... 양희 역
- 2011년 《미안해 고마워》 ... 수영 역
- 2012년 《부러진 화살》 ... 장은서 기자 역
- 2016년 《순정》 ... 성인 길자 역
- 2017년 《강철비》 ... 최수현 역
- 2021년 《발신제한》 ... 박연수 역

### 연극
- 2006년 《클로저》
- 2008년 《프루프》

### 뮤직비디오
- 1994년 신승훈 - 그 후로 오랫동안

### 예능
- 1995년 MBC 《젊음의 다섯마당》 - MC
- 1998년 KBS2 《서세원, 김지호의 시사터치 코미디 파일》
- 1998년 KBS2 《뮤직뱅크》
- 2010년 KBS2 《해피버스데이》 - MC
- 2015년 올'리브 《올리브쇼》
- 2016년 채널A 《개밥 주는 남자》 (특별출연)
- 2016년 MBC 《은밀하게 위대하게》
- 2017년 tvN 《둥지탈출》 - MC
- 2020년 SBS 《동상이몽 2 - 너는 내 운명》 - 게스트
- 2024년 TV조선 《조선의 사랑꾼》 - 게스트
- 2024년 TV조선 《식객 허영만의 백반기행》-게스트

### CF
- 아모레퍼시픽 라네즈 (1995~1997년)
- 롯데칠성음료 델몬트프리미엄오렌지주스 (1995년)
- 롯데칠성음료 사각사각 (1995~1998년)
- 롯데칠성음료 쌕소다 (1996년)
- 오리온 미쯔 (1996년)
- 오리온 워시껌 (1996년)
- LG전자 통돌이세탁기 (1996~1998년)
- 롯데백화점 (1996~1999년)
- 기아자동차 아벨라 (1996년)
- LG전자 동글이청소기 (1996~1998년)
- LG전자 싱싱나라 (1996년)
- 롯데웰푸드 제크 (1996년)
- 롯데웰푸드 제로껌 (1996년)
- 필립스전자 필립스전기밥솥 (1996년)
- 롯데웰푸드 화이트이껌 (1996년 ~ 1998년)
- 신원패션 씨 (1996년 ~ 1997년)
- 파로마가구 (1997년)
- LG전자 테크폰 (1996년 ~ 1998년)
- LG전자 싱싱특급 (1997년)
- LG전자 바이오에어컨 (1997년)
- LG전자 IH압력밥솥 (1997년)
- 롯데웰푸드 새우잡이 (1997년)
- 롯데웰푸드 기린식빵 (1997년)
- 우정사업본부 우체국예금 우체국보험 (2001년)
- 파스퇴르유업 골드 가넷 트윙클 (2002년) (with 김호진)
- 농수산홈쇼핑 (2003년)
- 부방테크론 찰가마 전기밥솥 (2003년 ~ 2006년)
- 샘표식품 (2002년 ~ 2004년)
- SG 신성건설 미소지움 (2003년 ~ 2008년) (with 김호진)
- 마리끌레르 스포트 (2005년)
- 해태제과 샤오롱 (2006년)
- 사조대림 사조참치 (2009년 ~ 2012년)
- 휴롬 (2010년)
- 그룹세브코리아 테팔 (2010년)
- 사조대림 순창궁 햅쌀고추장 (2011년)
- 동국제약 마데카솔케어 (2011년)
- 라이나생명보험 (2010년 ~ 2012년)
- 메리퀸 (2015년)
- 명인제약 이가탄 (2016년 ~ 현재) (with 이선균, 박상원, 유동근, 전광렬)

### 인터뷰
- 롯데백화점 창립 32주년 인터뷰 (2011년 11월 24일)

### 캠페인
- 서울특별시 서울의 수돗물 아리수 편 (2007년)
- 국민연금공단 별명 편, 함께 가꾸는 내일의 희망 편 (2008년 ~ 2009년)
- 식품의약품안전처 해썹 식품안전강국편 (2014년)

### 라디오
- 롯데웰푸드 화이트이껌 (1996년 ~ 1997년)
- 롯데칠성음료 델몬트프리미엄쥬스 (1997년 ~ 1998년)
- LG전자
- 라이나생명 (2011년 ~ 2012년)

### 유아 비디오
- 1996년 3월 20일 SBS프로덕션《김지호의 춤추는 동요나라》
- 1998년 7월 28일 SBS프로덕션《영재 유아율동 팡파레 재롱놀이》

## 수상 내역
- 1995년 TV저널 올해의 스타상 탤런트부문 신인상
- 1995년 MBC 연기대상 신인상
- 1996년 SBS 연기대상 인기상
- 1997년 한국 모델센터 베스트 드레서 특별상
- 2002년 SBS 연기대상 우수 연기상
- 2011년 환경재단 9주년 후원의밤 그린산타상
- 2011년 그린산타상
- 2014년 KBS 연기대상 장편드라마 부문 우수연기상
- 2016년 MBC 연기대상 연속극 황금 연기상